# Krzysztof Zadarko

Wappen von Krzysztof Zadarko

Krzysztof Józef Zadarko (* 2. September 1960 in Słupsk [ˈswupsk] (deutsch Stolp) in der Woiwodschaft Pommern, Polen) ist Weihbischof in Koszalin-Kołobrzeg seit 2009.

## Leben
Krzysztof Józef Zadarko, Abitur 1980 [in Technikum Elektryczne] in Słupsk, anschließend studierte er Philosophie in Gościkowo-Paradyż und von 1982 bis 1986 Theologie in Köslin. Am 25. Mai 1986 wurde er von Weihbischof Tadeusz Werno in Stolp zum Priester geweiht. Erst Domvikar/Kaplan in St. Marien in Koszalin, dann studierte von 1987 bis 1990 Homiletik an der Katholischen Theologischen Akademie in Warschau und lehrte danach selbst von 1990 bis 2007 als Dozent für Homiletik in Köslin. Präfekt des Priesterseminars von 1991 bis 1994, Leiter der Pastoralabteilung im Bistum Koszalin-Kołobrzeg 1995 bis 2007, Direktor des Rundfunks der Diözese Koszalin-Kolobrzeg 1992–1994 und Leiter des Pressereferates der Diözese von 2005 bis 2007. Im Jahr 2008 promovierte er in Homiletik an der katholischen Kardinal-Stefan-Wyszyński-Universität (UKSW) in Warschau. In den Jahren 2007 bis 2009 studierte Theologie an der Universität in Freiburg/Schweiz und arbeitete er auch in der Katholischen Polenmission in der Schweiz. 
Am 16. Februar 2009 ernannte ihn Papst Benedikt XVI. zum Weihbischof in Köslin-Kolberg und Titularbischof von Cavaillon. Die Bischofsweihe erhielt er am 25. April 2009 in der Kathedrale von Köslin durch seinen Diözesanbischof Edward Dajczak. Mitkonsekratoren waren Erzbischof Kazimierz Nycz und der emeritierte Weihbischof in Köslin, Tadeusz Werno, Titularbischof von Zattara. In der polnischen Bischofskonferenz Mitglied der Kommission für Polen im Ausland und Kommission für Erziehung. Seit 2014 ist er Delegat der polnischen Bischofskonferenz für Immigration und gleichzeitig der Vorsitzende des Bischofsrates für Migration, Touristik und Pilgerschaft. 2019 zeigte er sich enttäuscht darüber, dass eine in ganz Polen durchgeführte Gebetswoche für Migranten und tote Flüchtlinge keine Resonanz fand, während sich an Gebetsaktionen für nationale Zwecke viele Menschen beteiligten. „Wenn Tausende Menschen“, so Zadarko, „vor unseren Augen sterben, dann moblilisiert das nicht zum oirganisierten Gebet.“

## Wappen und Wahlspruch
Der Schild zeigt auf blauem Grund die goldene Sonnenscheibe mit dem roten Christusmonogramm. Die Laute „Ch“ und „R“ für den Namen Christus werden im Griechischen durch die Buchstaben Χ (Chi) und Ρ (Rho) repräsentiert, die mit den lateinischen Buchstaben X und P optisch identisch sind und dort für das Wort „Pax“ (Frieden) stehen. Der Kreis symbolisiert die Göttlichkeit Christi, die „Sonne der Gerechtigkeit“. Tradition im Wappen der Bischöfe des noch jungen Bistums Köslin-Kolberg sind die Wellenlinien, das Wasser, der Lebensraum Ostsee.
Hinter dem Schild stehend das Bischofskreuz, darüber der grüne Galero (Bischofshut) mit den jeweils sechs herunterhängenden grünen Quasten (fiocchi).
Sein Wahlspruch zitiert ein Pauluswort „Amen Bogu na chwałę“ („Amen, um die Herrlichkeit Gottes“) 2. Korintherbrief (2 Kor 1,20 ) und erinnert an das Paulusjahr 2009, in dem Krzysztof Zadarko zum Bischof geweiht wurde.